# Canton de Gravona-Prunelli
Le canton de Gravona-Prunelli est une division administrative française du département de la Corse-du-Sud créée par le décret du 24 février 2014 et entrant en vigueur lors des élections départementales de 2015.

## Histoire
Un nouveau découpage territorial de la Corse-du-Sud entre en vigueur à l'occasion des premières élections départementales suivant le décret du 17 février 2014. Les conseillers départementaux sont, à compter de ces élections, élus au scrutin majoritaire binominal mixte. Les électeurs de chaque canton élisent au Conseil départemental, nouvelle appellation du Conseil général, deux membres de sexe différent, qui se présentent en binôme de candidats. Les conseillers départementaux sont élus pour 6 ans au scrutin binominal majoritaire à deux tours, l'accès au second tour nécessitant 12,5 % des inscrits au 1er tour. En outre la totalité des conseillers départementaux est renouvelée. Ce nouveau mode de scrutin nécessite un redécoupage des cantons dont le nombre est divisé par deux avec arrondi à l'unité impaire supérieure si ce nombre n'est pas entier impair, assorti de conditions de seuils minimaux. Dans la Corse-du-Sud, le nombre de cantons passe ainsi de 22 à 11.
Le nouveau canton de Gravona-Prunelli est formé de quinze communes. Il est entièrement inclus dans l'arrondissement d'Ajaccio. Le bureau centralisateur est situé à Afa.

## Représentation
| Période élective | Période élective | Mandat | Mandat | Identité          | Nuance | Nuance | Qualité |
| ---------------- | ---------------- | ------ | ------ | ----------------- | ------ | ------ | --- |
| 2015             | 2021             | 2015   | 2017   | Delphine Orsoni   |        | DVG    | Élue du groupe "union départementale" (DVD-LR-PRG) colistière de Paul Giacobbi (PRG) aux territoriales de décembre 2015. Conseillère territoriale "Non inscrite" à l'assemblée de Corse. |
| 2015             | 2021             | 2015   | 2017   | Alexandre Sarrola |        | DVD    | Maire de Sarrola-Carcopino, élu groupe "union de la droite" (LR-PRG), apparenté PRG. |

Lors des élections départementales de 2015, le binôme composé de Delphine Orsoni et Alexandre Sarrola (DVGmais se réclamant de la majorité départementale de droite) est élu au 1er tour avec 79,03 % des suffrages exprimés, devant le binôme composé de Marie Rigal et Patrick Sumureau (FN) (20,97 %). Le taux de participation est de 44,25 % (5 660 votants sur 12 792 inscrits) contre 51,56 % au niveau départemental et 50,17 % au niveau national.

## Composition
Le nouveau canton de Gravona-Prunelli comprend quinze communes entières.
| Nom                         | Code Insee | Intercommunalité    | Superficie (km2) | Population (dernière pop. légale) | Densité (hab./km2) | Modifier                                    |
| --------------------------- | ---------- | ------------------- | ---------------- | --------------------------------- | ------------------ | ------------------------------------------- |
| Afa (bureau centralisateur) | 2A001      | CA du Pays ajaccien | 11,84            | 3 350 (2022)                      | 283                | modifier les données · modifier les données |
| Appietto                    | 2A017      | CA du Pays ajaccien | 34,41            | 1 751 (2022)                      | 51                 | modifier les données · modifier les données |
| Bastelica                   | 2A031      | CC Celavu-Prunelli  | 127,69           | 517 (2022)                        | 4,0                | modifier les données · modifier les données |
| Bocognano                   | 2A040      | CC Celavu-Prunelli  | 71,12            | 393 (2022)                        | 5,5                | modifier les données · modifier les données |
| Carbuccia                   | 2A062      | CC Celavu-Prunelli  | 14,35            | 380 (2022)                        | 26                 | modifier les données · modifier les données |
| Cuttoli-Corticchiato        | 2A103      | CA du Pays ajaccien | 30,37            | 2 044 (2022)                      | 67                 | modifier les données · modifier les données |
| Ocana                       | 2A181      | CC Celavu-Prunelli  | 26,06            | 643 (2022)                        | 25                 | modifier les données · modifier les données |
| Peri                        | 2A209      | CA du Pays ajaccien | 23,65            | 2 042 (2022)                      | 86                 | modifier les données · modifier les données |
| Sarrola-Carcopino           | 2A271      | CA du Pays ajaccien | 27,01            | 3 250 (2022)                      | 120                | modifier les données · modifier les données |
| Tavaco                      | 2A323      | CA du Pays ajaccien | 10,83            | 406 (2022)                        | 37                 | modifier les données · modifier les données |
| Tavera                      | 2A324      | CC Celavu-Prunelli  | 32,43            | 433 (2022)                        | 13                 | modifier les données · modifier les données |
| Tolla                       | 2A326      | CC Celavu-Prunelli  | 25,45            | 121 (2022)                        | 4,8                | modifier les données · modifier les données |
| Ucciani                     | 2A330      | CC Celavu-Prunelli  | 28,36            | 503 (2022)                        | 18                 | modifier les données · modifier les données |
| Valle-di-Mezzana            | 2A336      | CA du Pays ajaccien | 6,99             | 538 (2022)                        | 77                 | modifier les données · modifier les données |
| Vero                        | 2A345      | CC Celavu-Prunelli  | 23,39            | 629 (2022)                        | 27                 | modifier les données · modifier les données |
| Canton de Gravona-Prunelli  | 2A08       |                     | 493,95           | 17 000 (2022)                     | 34                 | modifier les données                        |

## Démographie
En 2022, le canton comptait 17 000 habitants, en évolution de +6,32 % par rapport à 2016 (Corse-du-Sud : +7,61 %, France hors Mayotte : +2,11 %).
| 2013   | 2018   | 2022   |
| ------ | ------ | ------ |
| 14 741 | 16 721 | 17 000 |